# Potential induced degradation
Potential induced degradation (PID) (někdy též označováno také jako „High-voltage stress“ = vysokonapěťový stres) označuje fyzikální jev, který způsobuje zdánlivě nevysvětlitelné snížení výkonu u fotovoltaických (FV) panelů. V zásadě se jedná o mezivrstvovou polarizaci vedoucí až k nevratné degradaci křemíku ve fotovoltaických panelech, která souvisí s rozdílem potenciálů vůči zemi. PID se u panelů začíná projevovat typicky po 2 až 4 letech provozu a může způsobit snížení výkonu solárního panelu v závislosti na typu a umístění panelu ve stringu až o 70 procent. Důsledkem pak může být snížení výkonu celé elektrárny o 5 - 15, v některých případech i více procent.
PID je způsoben nevhodnou polarizaci nábojů fotovoltaického článku.
K tomuto jevu dochází zejména na FV panelech, které jsou nejblíže u záporného pólu. Zde se potenciál (napětí vůči zemi) FV článků podle délky daného stringu a typu používaného střídače obvykle pohybuje mezi −250 V až −450 V. Rám FV panelů má ale naproti tomu potenciál 0 V, protože je uzemněný. Kvůli tomuto elektrickému napětí mezi FV články a rámem může dojít k vzniku svodových proudů. To za sebou zanechá náboj (polarizaci), který může nevýhodným způsobem pozměnit charakteristickou křivku FV článků. 

## Historie
PID je doposud poměrně málo známým jevem i přesto, že byl poprvé zmíněn v roce 1970 a od té doby byl laboratorně zkoumán. Z toho důvodu stále řada provozovatelů solárních elektráren přičítá ztrátu výkonu panelů jiným - především mechanickým či klimatickým vlivům. První identifikace PID se objevily v roce 2006, ale týkaly se pouze krystalických vysoce výkonných panelů od výrobce SunPower. Rychlý růst FV elektráren způsobený dramatickým snížením cen modulů (a v některých případech i kvalitou modulů), přinesl do světa velké množství panelů různé kvality a zvýšení zájmu o studium problematiky PID. V roce 2010 společnost SOLON prezentovala problém PID, který zaznamenala u mnohých typů FV panelů a jeho negativní důsledky na výstupní výkon FV panelů. V dalších letech se i výrobci panelů začali problematice PID detailněji věnovat a zaměřovat na výrobu panelů PID rezistentních

## Prevence a regenerace PID
Negativním dopadům PID na fotovoltaickou elektrárnu lze předejít uzemněním jednoho z pólů generátoru v závislosti na typu panelu. Toto řešení má však výrazná omezení a změna neuzemněné soustavy na uzemněnou představuje také zvýšená bezpečnostní rizika. Je potřeba počítat s nutností periodických měření izolačních stavů. Některé elektrárny se jako uzemněné provozovat nemohou.
Jako nejefektivnější se v současné době jeví instalace speciálního zařízení mezi měnič a fotovoltaické panely. Principem řešení je změna polarity zapojených panelů, čímž dojde k rychlé regeneraci postižených panelů. Pokud je toto zařízení umístěno na elektrárnu trvale, je problém PID tímto opatřením řešen po celou dobu životnosti FV elektrárny.